# 이진경 (사회학자)

이진경(본명: 박태호, 1963년 ~ )은 대한민국의 사회학자이다. 초기 필명은 이진형이다. 사회학, 철학 관련 연구자, 저술가이다. 2003년부터 서울과학기술대학교 교수이다. 마르크스주의와 근대성에 대한 저술 활동을 하였다. 본명은 박태호이며 가명인 이진경은 "이것이 진짜 경제학이다"라는 설이 있었으나 본인은 아무 의미 없이 "이진형"이라고 썼다가 다른 책에 이진경으로 인용되면서 그렇게 바뀌었다"고 밝힌 바 있다. 일반적으로 초창기 PD 운동권 계열의 주요 인물로 분류된다.

## 생애
1963년 서울에서 출생했으며 1982년 서울대학교 사회학과에 입학하였다. 1987년 《사회구성체론과 사회과학 방법론》의 저자로 밝혀져 진보 진영으로부터 주목을 받았다.
1989년 3월 서울대 「대학신문」에 기고한 글 및 1990년 1월 17일 《사회구성체론과 사회과학 방법론》과 무크 《현실과 과학》제4집에 실린 「왜곡으로 빚어진 PD파의 오류와 무지가 연출한 NDR론의 복권」 및  등이 국가보안법상 이적표현물 제작 혐의로 구속됨. 이후 1990년 1월 23일 박태호에 이어 안민규가 연행됐고, 2월 12일 안기부가 `노동계급 사건'의 전모를 발표했다. 안기부는 “1989년 3월부터 마르크스 레닌주의에 입각, 남한 사회주의 혁명투쟁을 위해 전국적 규모의 `혁명적 노동자계급 전위당’을 건설키로하고 서울, 인천, 부산 등 전국의 노동현장과 학원가 등에 기관지 《노동계급》을 제작배포해 왔다”고 발표했다. 구속된 두 사람은 "안기부에서 고문 등 불법수사를 받았다"고 주장했다.
이후 서울대학교 대학원에 진학하여 《서구의 근대적 주거공간에 관한 공간사회학적 연구 : 근대적 주체의 생산과 관련하여》라는 논문으로 박사학위를 받았다. 현재는 수유너머104라는 연구소에서 연구 활동 중이며, 서울과학기술대학교 교수로 재직하고 있다.

## 저서 및 역서
- 《사회구성체론과 사회과학 방법론》, 1987
- 《한국 사회와 변혁이론 연구》, 1991
- 《알튀세르 : 이론의 우회》(역서), 1992
- 《논리 속의 철학 논리 밖의 철학》, 1993
- 《철학과 굴뚝청소부》, 1994
- 《철학의 탈주》, 1995
- 《필로시네마 혹은 탈주의 철학에 대한 7편의 영화》, 1995
- 《맑스주의와 근대성》, 1997
- 《탈주선 위의 단상들》, 1998
- 《수학의 몽상》, 2000
- 《근대적 주거공간의 탄생》, 2000
- 《철학의 모험》, 2000
- 《철학의 외부》, 2002
- 《필로시네마 혹은 영화의 친구들》, 2002
- 《노마디즘 1, 2》, 2002
- 《자본을 넘어선 자본》, 2004
- 《미래의 맑스주의》, 2006
- 《외부 : 사유의 정치학》, 2009
- 《역사의 공간: 소수성 타자성 외부성의 사건적 사유》, 2010
- 《근대적 시공간의 탄생》, 2010
- 《코뮨주의: 공동성과 평등성의 존재론》, 2010
- 《불온한 것들의 존재론》, 2011
- 《뻔뻔한 시대 한 줌의 정치》, 2012
- 《대중과 흐름: 대중과 계급의 정치사회학》, 2012
- 《삶을 위한 철학수업》, 2013[2]
- 《맑스주의와 근대성》, 2014
- 《마르크스는 이렇게 말하였다》, 2015
- 《파격의 고전: 심청은 보았으나 길동은 끝내 보지 못한 것》, 2016
- 《불교를 철학하다》, 2016
- 《설법하는 고양이와 부처가 된 로봇》, 2018
- 《예술, 존재에 휘말리다》, 2019
- 《사랑할 만한 삶이란 어떤 삶인가 : 니체의 눈으로 읽는 니체 1》, 2020
- 《우리는 왜 끊임없이 곁눈질을 하는가 : 니체의 눈으로 읽는 니체 2》 , 2020
- 《수학의 모험》, 2021 - 《수학의 몽상》, 2012 개정판
- 《철학의 모험》, 2021 - 《히치하이커의 철학여행》, 2013 전면 개정판

## 학력
- 대일고등학교
- 서울대학교 사회학과
- 서울대학교 대학원 사회학과 석사 학위
- 서울대학교 대학원 사회학과 박사 학위

## 경력
- 연구공간 수유 너머 연구원
- 2003년 3월 ~ 2008년 2월 : 서울과학기술대학교 교양학부 조교수
- 2008년 3월 ~ : 서울과학기술대학교 기초교육학부 부교수

## 같이 보기
- 민중 민주 (운동권)